# Delta Green
Delta Green è un'ambientazione per il gioco di ruolo Il richiamo di Cthulhu scritta da Adam Scott Glancy, Dennis Detwiller e John Tynes, conosciuti anche come la Delta Green Partnership, della casa editrice Pagan Publishing di Seattle. Nell'agosto 2011 la Arc Dream Publishing e la Delta Green Partnership hanno annunciato lo sviluppo di un gioco di ruolo Delta Green proprietario.

## Ambientazione
Delta Green è ambientato nella metà degli anni novanta. Il gioco è incentrato su un'organizzazione fittizia chiamata Delta Green (creata dal governo statunitense) in seguito a un raid segreto sulla città di Innsmouth nel Massachusetts, guidato da membri di agenzie governative, così come suggerito nel racconto La maschera di Innsmouth di Howard Phillips Lovecraft. I membri della Delta Green sono dedicati a combattere gli orrori dei Miti di Cthulhu. L'organizzazione lavora sotto copertura contattando e raccogliendo membri nelle agenzie governative statunitensi, come, per esempio, l'FBI, ATF, CDC e la DEA. Apparentemente è andata sotto copertura tra gli anni sessanta e gli anni ottanta in seguito a un'operazione disastrosa in Cambogia e al "patto" stretto dall'amministrazione Reagan con i "grigi" (in realtà una facciata per i Mi-go) con il supporto della cabala governativa Majestic-12.
Questa premessa è stata comparata agli The X-Files (sebbene l'incarnazione originale di Delta Green preceda gli The X-Files di almeno un anno), dato che entrambi si basato sul folklore delle teorie cospirative e degli UFO .
I supplementi di Delta Green pongono le fondamenta per lo scenario, fornendo una trama iniziale e dando ai giocatori le motivazioni e le risorse per portare a termine i propri compiti. Fornisce anche una fonte di rimpiazzi per personaggi che impazziscono o vengono uccisi.

## Storia editoriale
L'ambientazione venne presentata nel settimo numero della fanzine The Unspeakable Oath, pubblicata dalla Pagan Publishing, all'inizio del 1993. Quattro anni più tardi venne pubblicato il supplemento Delta Green, che generò una serie di avventure e romanzi.
Nel 1998 Delta Green vinse l'Origins Award per il "Best Roleplaying Supplement of 1997". L'ambientazione vinse due altri premi nel 2000 per "Best Game-Related Novel of 1999" con Delta Green: The Rules of Engagement e "Best Roleplaying Supplement of 1999" con Delta Green: Countdown.
Nel 2007, dopo un ritardo di circa un anno sull'annuncio iniziale venne ristampato il manuale base del 1997 con l'aggiunta delle statistiche per l'uso con il d20 System.
Una raccolta in copertina rigida dei tre manuali Delta Green Eyes Only, insieme ad altro materiale venne pubblicata nel novembre 2007, in collaborazione con la Arc Dream Publishing. La tiratura di 1000 copie venne esaurita entro febbraio 2008. Questa edizione fu una finalista all'Origins Award per il "Best Roleplaying Supplement of 2007". Una versione in copertina morbida seguì nel settembre 2008.
Nel giugno 2010 la Pagan Publishing e la Arc Dream Publishing pubblicarono un nuovo manuale in edizione limitata, Delta Green: Targets of Opportunity, seguito da una edizione a copertina morbida. Alla data di agosto 2011 l'intera tiratura limitata di 1000 copie era stata esaurita. Nell'agosto 2001 Delta Green: Targets of Opportunity ha vinto l'Ennie Award d'argento (secondo posto) per "Best Writing" e "Best Adventure".

## Edizioni
Alla data di ottobre 2011 sono stati pubblicati i seguenti libri::

### Pagan Publishings
- Dennis Detwiller, Adam Scott Glancy, John Tynes (1997). Delta Green. Manuale base. ISBN 1-887797-08-4.
- Dennis Detwiller, Adam Scott Glancy, John Tynes (1999). Delta Green: Countdown (1999), the 2000s sourcebook, by John Tynes, Dennis Detwiller and Adam Scott Glancy, ISBN 1-887797-12-2.
- Dennis Detwiller (1998). Delta Green Eyes Only Volume 1: Machinations of the Mi-go. ISBN 1-887797-13-0.
- Dennis Detwiller (1998). Delta Green Eyes Only Volume 2: The Fate. ISBN 1-887797-14-9.
- Dennis Detwiller (2000). Delta Green Eyes Only Volume 3: Project Rainbow ISBN 1-887797-21-1.
- Dennis Detwiller, Adam Scott Glancy, John Tynes (2007). Delta Green. Nuova edizione del manuale base. ISBN 1-887797-08-4
- Dennis Detwiller, Adam Scott Glancy, John Tynes (2007). Delta Green. Edizione del manuale base con statistiche anche per il d20 System. ISBN 1-887797-23-8
- Dennis Detwiller, Adam Scott Glancy, Shane Ivey (2007). Delta Green: Eyes Only. Raccolta dei manuali della serie Eyes Only con materiale aggiuntivo (hardcover in tiratura limitata). 978-1-887797-27-6
- Dennis Detwiller, Adam Scott Glancy, Shane Ivey (2008). Delta Green: Eyes Only. Raccolta dei manuali della serie Eyes Only con materiale aggiuntivo (versione softcover). ISBN 1887797-27-0.
- Warren Banks, Dennis Detwiller, Adam Scott Glancy, Kenneth Hite, Shane Ivey e Greg Stolze (2010). Delta Green: Targets of Opportunity (2010), manuale con cinque nuovi cospirazioni (hardcover in tiratura limitata). ISBN 1887797-31-9.

### Altri editori
- Robert H. MacLaughlin (2000). Cthulhu Live: Delta Green. Fantasy Flight Games. Supplemento per il gioco di ruolo dal vivo. ISBN 1-887911-43-X.
- David Salmon (2000). Cthulhu Live: Shades of Gray. Fantasy Flight Games. Supplemento per il gioco di ruolo dal vivo. ISBN 1-887911-92-8.
- Kenneth Hite (2006). Dubious Shards. Ronin Arts.

### Riviste
- Green Box su Pyramid Magazine (21 agosto 2002 & 9 ottobre 2002), con statistiche per il d20 System.
- Jack Frost su Pyramid Magazine (24 dicembre 1999 e 31 dicembre 1999)
- PX Poker Night su Dungeon numero 96, con statistiche per il d20 System.
- Dia de Los Muertos su Shadis numero 52.
- Adam Scott Glancy tiene una colonna regolare intitolata "Directives from A-Cell" su Worlds of Cthulhu
- Nuove puntate della colonna "Directives from A-Cell." sono pubblicate su Unspeakable Oath a partire dal numero 20

### Narrativa
- Bob Kruger e John Tynes (a cura di) (1998). Delta Green: Alien Intelligence. Armitage House. Raccolta di racconti brevi. ISBN 1-887797-09-2.
- Bob Kruger e John Tynes (a cura di) (2001). Delta Green: Dark Theatres. Armitage House. Raccolta di storie brevi. ISBN 1-887797-17-3.
- John Tynes (2000). Delta Green: The Rules of Engagement. Armitage House. Romanzo. ISBN 1-887797-16-5.
- Dennis Detwiller (2004). Delta Green: Denied to the Enemy — : the Cthulhu mythos during the second World War. Armitage House. Romanzo. ISBN 1-887797-24-6. Pubblicato in ebook nel 2011, ISBN 978-098323130-1.
- Dennis Detwiller (2011). Delta Green: Through a Glass, Darkly. Arc Dream Publishing (ebook). ISBN 978-098323136-3.